# Sejahtera (Tanjung Balai Utara)
Sejahtera is een bestuurslaag in het regentschap Tanjung Balai van de provincie Noord-Sumatra, Indonesië. Sejahtera telt 3353 inwoners (volkstelling 2010).